# Verkiezingen in België 2024
In België werden in 2024 verschillende verkiezingen georganiseerd. Op zondag 9 juni 2024 werden er Europese, federale en regionale verkiezingen georganiseerd. Op zondag 13 oktober vonden de provincieraads-, gemeenteraads- en districtsraadsverkiezingen van 2024 plaats. Het was de eerste keer dat al deze verkiezingen samenvielen in hetzelfde kalenderjaar.
Ook in 2024 vonden in bedrijven sociale verkiezingen plaats. De wet van 5 juni 2023 bepaalde dat deze in de periode van 13 tot 26 mei 2024 moesten plaatsvinden. Dit betrof de verkiezing van bijna 4.000 ondernemingsraden en ruim 7.000 comités voor preventie en bescherming op het werk.

## Overzicht

### Zondag 9 juni 2024

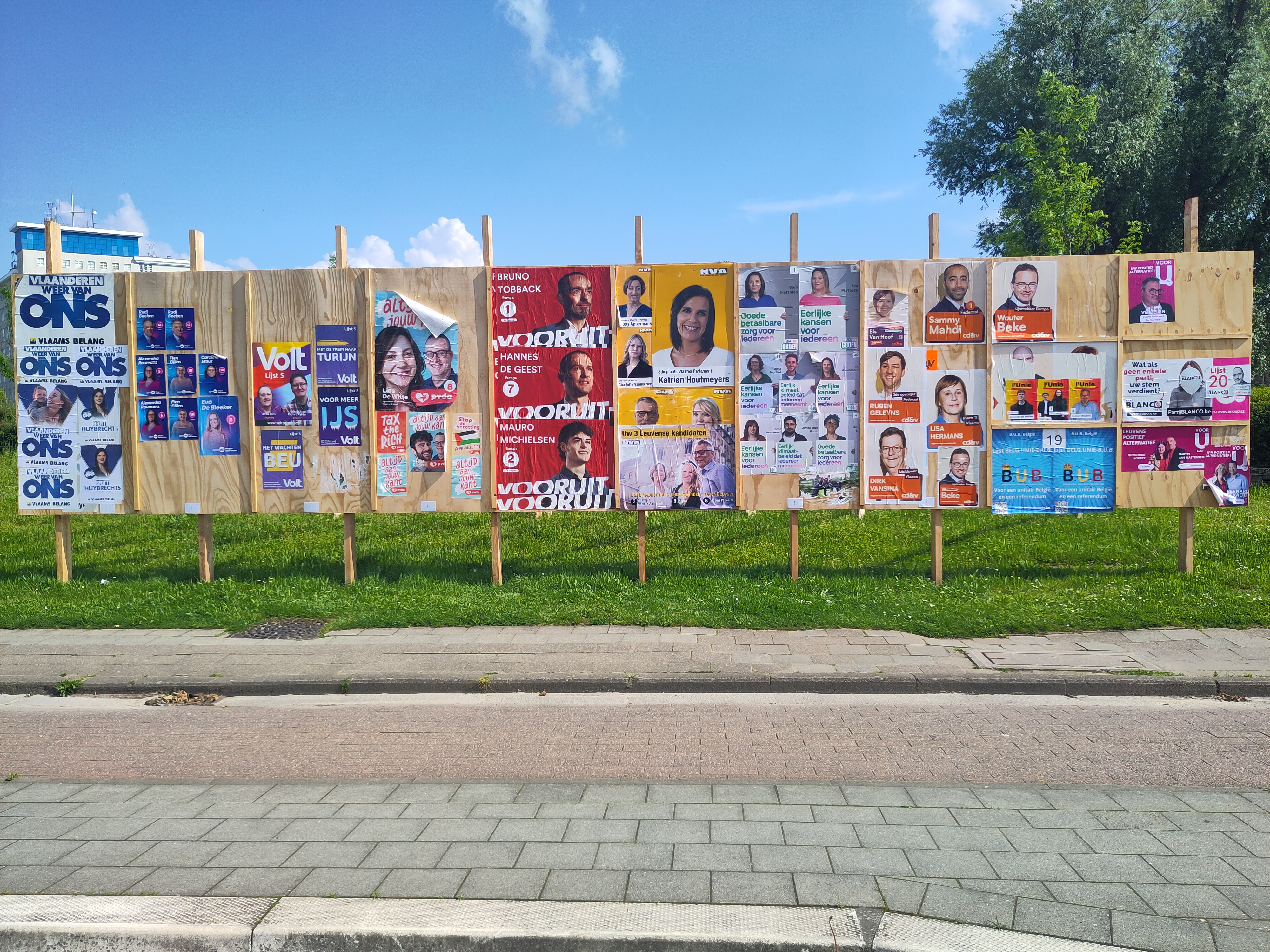
Aanplakbord in Leuven voor de verkiezingen van 9 juni

Deze verkiezingen werden georganiseerd door de federale overheid.
- Verkiezingen voor het Europees Parlement (22 van de 720 leden)
- Verkiezingen voor de Kamer van volksvertegenwoordigers (150 leden)
- Verkiezingen voor het Vlaams Parlement (124 leden)
- Verkiezingen voor het Waals Parlement (75 leden)
- Verkiezingen voor het Brussels Hoofdstedelijk Parlement (72 Franstalige leden en 17 Nederlandstalige leden)
- Verkiezingen voor het Parlement van de Duitstalige Gemeenschap (25 leden)

Op basis van deze verkiezingen werden de Senaat en het Parlement van de Franse Gemeenschap onrechtstreeks samengesteld. De Senaat werd samengesteld uit 50 leden van alle deelstaatparlementen, plus 10 gecoöpteerde leden op basis van de federale verkiezingsresultaten. Het Parlement van de Franse Gemeenschap werd samengesteld uit alle Waalse Parlementsleden en 19 Franstalige leden uit het Brussels Parlement.

#### Nationale lijstnummers
Op 5 april 2024 werden de nationale lijstnummers bepaald.
1. Vlaams Belang
2. Mouvement Réformateur
3. Open Vlaamse Liberalen en Democraten
4. Parti Socialiste
5. Volt Europa
6. Les Engagés
7. Agora
8. Partij van de Arbeid
9. Vooruit
10. Nieuw-Vlaamse Alliantie
11. Vivant
12. Pro Deutschsprachige Gemeischaft
13. Démocrate Fédéraliste Indépendant
14. Ecolo
15. Groen
16. Christen-Democratisch en Vlaams

### Zondag 13 oktober 2024

Aanplakbord in Leuven voor de lokale verkiezingen van 13 oktober

Deze verkiezingen werden georganiseerd door de gewestelijke overheid. De Duitstalige Gemeenschap, geen gewest, is zelf bevoegd voor haar 9 gemeenten.
- Verkiezingen voor de provincieraden (Vlaanderen en Wallonië)
- Verkiezingen voor de gemeenteraden (heel België)
- Verkiezingen voor de districtsraden (stad Antwerpen)
- Verkiezingen voor de schepenen en OCMW-organen (faciliteitengemeenten)